# Felsovalbeil
Das Felsovalbeil ist ein neolithisches Steinwerkzeug zum Fällen von Bäumen und zur Bearbeitung von Holz. Es ist meist spitznackig mit ausbauchendem Profil. Der Querschnitt ist dem Namen nach hochoval. Das verwendete Rohmaterial war abhängig vom Vorkommen am Produktionsort und besteht beispielsweise aus Hornblendeschiefer, Wiedaer Schiefer, Amphibolit oder Nephrit.
Im Hunsrück wurden Felsovalbeile aus dem heimisch vorkommenden devonischen Quarzit hergestellt, die durch Picken und teilweise durch Polieren in Form gebracht wurden.
Die Oberfläche kann vollständig oder auch nur teilweise poliert sein. Am meisten im Fundinventar anzutreffen sind diese Steinwerkzeuge bei der Michelsberger Kultur.